# Warrnambool City
Warrnambool City is een Local Government Area (LGA) in Australië in de staat Victoria. Warrnambool City telt 31.569 inwoners. De hoofdplaats is Warrnambool.